# Nilijärvi (Gällivare socken, Lappland, 747834-172645)
Nilijärvi är en sjö i Gällivare kommun i Lappland och ingår i Kalixälvens huvudavrinningsområde. Sjön har en area på 0,0715 kvadratkilometer och ligger 455,1 meter över havet. Nilijärvi ligger i Lina fjällurskog Natura 2000-område.

## Delavrinningsområde
Nilijärvi ingår i det delavrinningsområde (748327-172821) som SMHI kallar för Mynnar i Moskojärvi. Medelhöjden är 479 meter över havet och ytan är 54,3 kvadratkilometer. Det finns inga avrinningsområden uppströms utan avrinningsområdet är högsta punkten. Leipijoki som avvattnar avrinningsområdet har biflödesordning 3, vilket innebär att vattnet flödar genom totalt 3 vattendrag innan det når havet efter 301 kilometer. Avrinningsområdet består mestadels av skog (65 procent) och sankmarker (31 procent). Avrinningsområdet har 1,87 kvadratkilometer vattenytor vilket ger det en sjöprocent på 3,4 procent.